# كاسينيت ديفريا
كاسينيت ديفريا (بالإنجليزية: Cascinette d'Ivrea)‏ بلدية في مدينة تورينو الحضرية في المقاطعة الإيطالية بيدمونت، وتقع على بعد حوالي 50 كيلومتر (31 ميل) شمال شرق تورينو .
تقع كاسينيت ديفريا على حدود البلديات التالية: شيافيرانو و بورولو وإيفريا .